# Olivier Azam (rugby à XV)
Pour les articles homonymes, voir Azam et Olivier Azam.

a Compétitions nationales et continentales officielles uniquement.

b Matchs officiels uniquement.
Dernière mise à jour le 22 mars 2019.
Olivier Azam, né le 21 octobre 1974 à Tarbes, est un joueur international français de rugby à XV jouant au poste de talonneur.
Il s'est ensuite reconverti au poste d'entraîneur des lignes avant. Il entraîne successivement au sein du RC Toulon, du Lyon OU, de l'US Oyonnax, du Stade français puis du Montpellier Hérault Rugby.

## Biographie
Il a remporté le grand chelem en 2002, avec l'équipe de France, comme remplaçant derrière Raphaël Ibañez.
Après 7 années passées en tant que talonneur en Premiership avec le club de Gloucester, Olivier Azam a signé le 7 juin 2011 avec le Rugby club toulonnais en qualité d'entraîneur des avants et en remplacement d'Aubin Hueber. Recruté par Philippe Saint-André, il travaille finalement avec Bernard Laporte après la nomination de Saint-André au poste de sélectionneur du XV de France. À partir de la saison 2013-2014, il est entraîneur des avants du Lyon OU en remplacement de l'écossais Tom Smith.
En 2015, il signe à l'US Oyonnax et devient le manager général du club, succédant à Christophe Urios, au poste depuis 8 saisons. Stéphane Glas et Pascal Peyron sont ses adjoints, respectivement entraîneur des arrières et entraîneur des avants. En novembre 2015, il est écarté de son poste et remplacé par Johann Authier.
En 2017, il est nommé entraîneur des avants du Stade français Paris. En 2018, à la suite de l'arrivée du nouveau directeur sportif Heyneke Meyer, il est remplacé par Pieter de Villiers.
En 2019, il participe à l'entraînement de la mêlée de l'équipe d'Angleterre des moins de 20 ans.
En novembre 2020, il rejoint le Montpellier Hérault rugby en tant que consultant. Il épaule l'entraîneur des avants Pierre-Philippe Lafond et le manager Xavier Garbajosa. Il retrouve alors Philippe Saint-André, directeur du rugby du club, qui a été son entraîneur à Gloucester. Saint-André remplace Garbajosa au poste de manager le 3 janvier 2021. Il quitte le club le 1er novembre 2022, deux ans jour pour jour après son arrivée. Les deux parties se quittent d'un commun accord d'après le communiqué du club.

## Statistiques en équipe nationale
Il dispute son premier test match en équipe de France le 17 octobre 1995 contre l'équipe de Roumanie, son dernier test match est contre l'équipe d'Australie, le 22 juin 2002. Il est sélectionné une fois en équipe de France A en 2003 pour un match contre l'Italie A.
- 10 sélections
- Sélections par année : 2 en 1995, 2 en 2000, 2 en 2001, 4 en 2002
- Tournois des Six Nations disputés : 2002

## Bilan en tant qu'entraîneur
| Saison      | Club           | Division | Poste  | Classement                | Coupe d'Europe             | Challenge européen         |
| ----------- | -------------- | -------- | ------ | ------------------------- | -------------------------- | -------------------------- |
| 2011 - 2012 | RC Toulon      | Top 14   | Avants | Défaite en finale         | -                          | Défaite en finale          |
| 2012 - 2013 | RC Toulon      | Top 14   | Avants | Défaite en finale         | Champion d'Europe          | -                          |
| 2013 - 2014 | Lyon OU        | Pro D2   | Avants | Champion de France Pro D2 | -                          | -                          |
| 2014 - 2015 | Lyon OU        | Top 14   | Avants | 14e                       | -                          | Éliminé en poule           |
| 2017 - 2018 | Stade français | Top 14   | Avants | 12e                       | -                          | Éliminé en quart-de-finale |
| 2020 - 2021 | Montpellier HR | Top 14   | Avants | 10e                       | -                          | Vainqueur                  |
| 2021 - 2022 | Montpellier HR | Top 14   | Avants | Champion de France        | Éliminé en quart-de-finale | -                          |

## Palmarès

### En club

#### Joueur
- Championnat de France minimes :
  - Vainqueur (1) : 1989 (Tarbes)
- Zurich Championship :
  - Champion (1) : 2002
- Championnat de France de première division :
  - Vice-champion (1) : 1999
- Challenge européen :
  - Vainqueur (2) : 1999 et 2006
  - Finaliste (1) : 2004
- Coupe d'Angleterre : 
  - Vainqueur (1) : 2003
- Coupe anglo-galloise :
  - Finaliste (1) : 2009

#### Entraîneur
- Vainqueur de la Coupe d'Europe : 2013
- Vainqueur du Championnat de France : 2022
- Finaliste du Championnat de France : 2012
- Challenge européen :
  - Vainqueur : 2021
  - Finaliste : 2012
- Champion de France de Pro D2 : 2014

### En équipe nationale
- Vainqueur du Tournoi des Six Nations en 2002 (Grand Chelem)

|                  | Rang | Résultats France | Résultats Azam | Matchs Azam |
| ---------------- | ---- | ---------------- | -------------- | ----------- |
| Six Nations 2002 | 1    | 5 v, 0 n, 0 d    | 2 v, 0 n, 0 d  | 2/5         |

Légende : v = victoire ; n = match nul ; d = défaite ; la ligne est en gras quand il y a Grand Chelem.

### Distinctions personnelles
- Nuit du rugby 2014 : Meilleur staff d'entraîneur de la Pro D2 (avec Tim Lane) pour la saison 2013-2014
- Nuit du rugby 2022 : Meilleur staff d'entraîneur du Top 14 (avec Philippe Saint-André, Jean-Baptiste Élissalde, Alexandre Ruiz et Bruce Reihana) pour la saison 2021-2022